# Семейный фильм (фильм, 2015)
Семейный фильм (чеш. Rodinný film) — фильм-драма режиссёра Ольмо Омерзу. Является совместным производством Чехии, Германии, Словении и Словакии.
Фильм повествует о двух подростках, которые после отъезда родителей остаются одни дома.
Премьерные показы прошли на кинофестивале в Сан-Себастьяне 21 сентября 2015 года, на фестивале «Камера око» в Остраве — 26 сентября 2015 года.
Фильм также представлен на Лез-Аркском кинофестивале и на Загребском фестивале.
В России фильм показан в октябре 2016 года в рамках фестиваля нового чешского кино Czech In.
Фильм снят летом 2014 года в одной из квартир пражского района Винограды, а также в Таиланде. Съёмки проходили с участием Чешского телевидения.

## Актёрский состав и съёмочная группа
Одну из главных ролей играет непрофессиональный актёр (Даниэль Кадлец), в фильме также задействованы актёры Карел Роден, Йеновефа Бокова, Мартин Пехлат, Ванда Гибнерова, Элишка Кршенкова.
Продюсер — Иржи Конечны.
Композитор — Шимон Голы. Оператор — Лукаш Милота.
Режиссёр монтажа — Яна Влчкова.
Сценаристы: Ольмо Омерзу и Небойша Поп-Тасич.
Художник-постановщик — Ива Немцова (фильм посвящён её памяти).

## Участие в фестивалях
Фильм был представлен на Международном кинофестивале в Токио, где получил Приз за лучший вклад в искусство. На Международном кинофестивале в Любляне фильм завоевал приз FIPRESCI.
В апреле 2016 года фильм получил «Золотого зимородка» в категории «лучший полнометражный художественный или анимационный фильм» на Кинофестивале в Пльзене.

## Отзывы
- Tomáš Stejskal, iHNed.cz[6]
- Mirka Spáčilová, iDNES.cz[7]
- František Fuka, FFFilm[8]
- Alena Prokopová, psáno pro Lidové noviny[9]
- Martin Svoboda, Aktuálně.cz[10]
- Rimsy, MovieZone.cz[11]
- Tomáš Janáček, A2larm.cz[12]